# ۴۹-۰ (فیلم)
۴۹-۰ (انگلیسی: 49-O) فیلمی هندی و محصول سال ۲۰۱۵ میلادی است.